# Alicia Kirchner
Pour les articles homonymes, voir Kirchner.
Alicia Kirchner, née le 18 juillet 1946 à Río Gallegos, est une femme politique argentine, membre du Parti justicialiste. Sœur aînée du président Néstor Kirchner, elle est sénatrice puis ministre du Développement social de 2006 à 2015 sous les présidences de son frère, puis de sa belle-sœur, Cristina Fernández de Kirchner. Elle est gouverneur de la province de Santa Cruz depuis 2015.

## Biographie

### Carrière dans la province de Santa Cruz
Alicia Kirchner travaille comme enseignante et assistante sociale. Elle est titulaire d'un doctorat, toujours en « travail social ». Entre 1975 et 1983, elle est sous-secrétaire à l'Action sociale dans sa province natale de Santa Cruz. De 1987 à 1990, elle est responsable de la santé publique, l'éducation, la culture, l'action sociale, les sports et les loisirs au sein de la municipalité de Río Gallegos. Toujours dans la même province, quelques mois et, en 1990, et de nouveau entre 1991 et 1995, elle est ministre provinciale des Affaires sociales, alors que son frère est gouverneur de la province.
À partir de 1995, elle travaille auprès du Sénat argentin, en tant que conseillère sur les questions d'éducation et les affaires familiales, avant de reprendre son poste ministériel entre 1997 et 2003.

### Ministre et sénatrice
En mai 2003, Néstor Kirchner est élu président et nomme sa sœur dans son gouvernement comme   ministre du Développement social de la Nation argentine, avec les mêmes fonctions que dans la province de Santa Cruz.
En décembre 2005, Alicia Kirchner est élue sénatrice de la province de Santa Cruz, succédant à sa belle-sœur Cristina Kirchner, qui vient d'être élue sénatrice pour la province de Buenos Aires. Elle abandonne alors son poste ministériel pour devenir parlementaire, mais n’est sénatrice que pendant huit mois, s'intéressant encore beaucoup dans son travail aux questions de développement social, ce qui amène certains observateurs politiques à considérer qu'elle n'a pas réellement quitté son ministère, tant son influence reste grande sur ce portefeuille. En août 2006, elle reprend son poste de ministre, toujours sous la présidence de son frère.
Lors de la victoire de Cristina Kirchner à l'élection présidentielle de 2007, elle est confirmée dans son poste au sein du nouveau gouvernement, et de nouveau lors de la réélection de sa belle-sœur en 2011.

### Gouverneur de Santa Cruz
Candidate du Front pour la victoire, elle est élue le 25 octobre 2015 au poste de gouverneur de Santa Cruz et prend ses fonctions le 10 décembre suivant.

## Galerie d'images

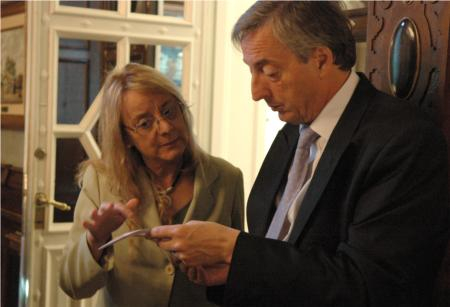
En 2006, avec le président Néstor Kirchner.
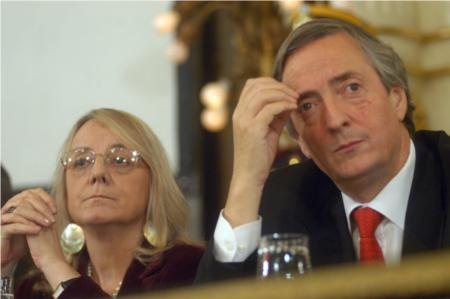
En 2006, avec le président Néstor Kirchner.
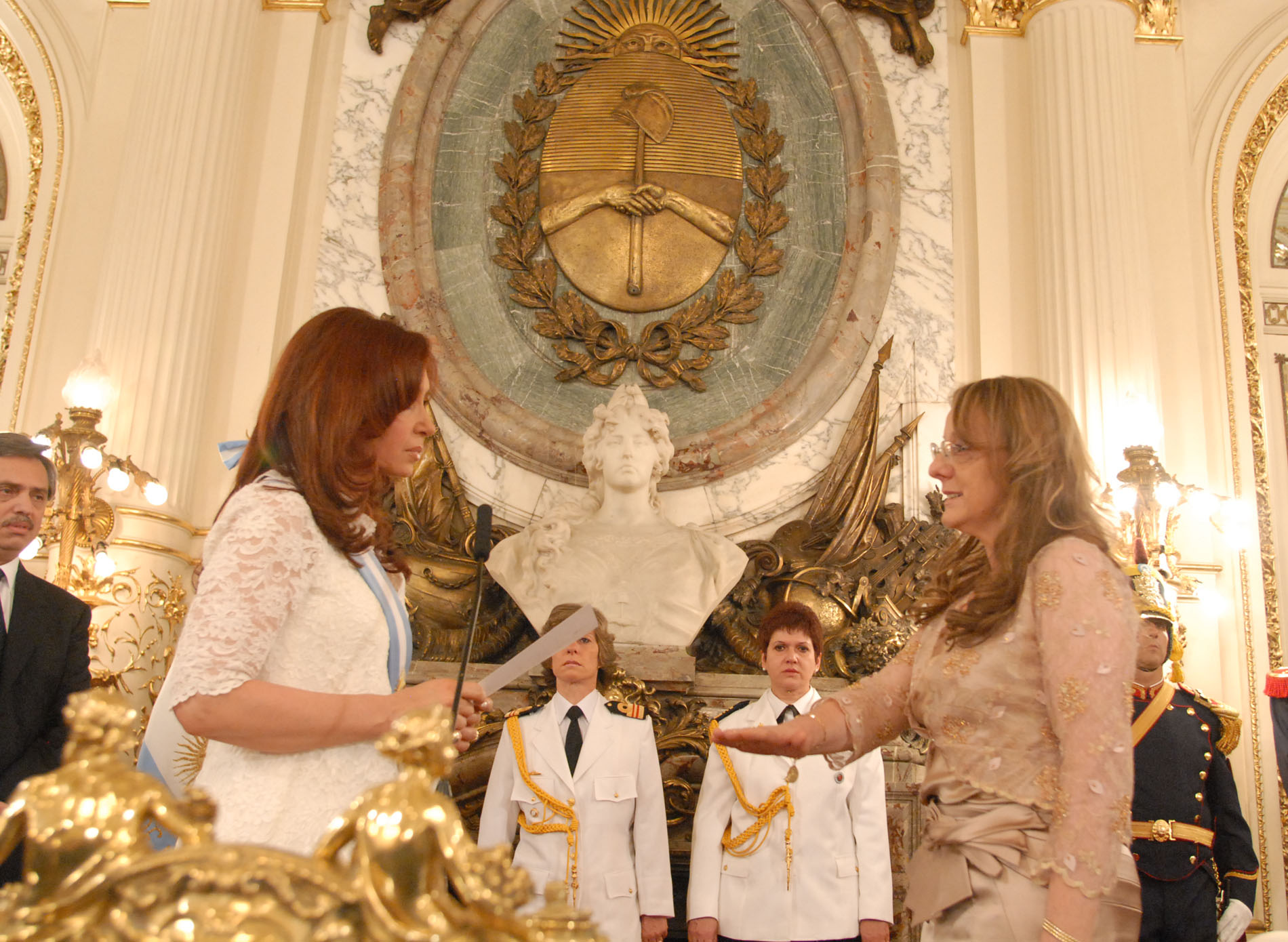
En 2007, prêtant serment comme ministre dans le nouveau gouvernement de Cristina Kirchner.

## Sources
- (en) Cet article est partiellement ou en totalité issu de l’article de Wikipédia en anglais intitulé « Alicia Kirchner » (voir la liste des auteurs).